# Буричанг
Буричанг (бенг. বুড়িচং, англ. Burichang) — город на юго-востоке Бангладеш, административный центр одноимённого подокруга. Площадь города равна 3,73 км². По данным переписи 2001 года, в городе проживало 7762 человека, из которых мужчины составляли 52,55 %, женщины — соответственно 47,45 %. Плотность населения равнялась 2080 чел. на 1 км². Уровень грамотности населения составлял 39,7 % (при среднем по Бангладеш показателе 43,1 %). 